# Tesfaye Gebre Kidan
Tesfaye Gebre Kidan (äthiop.: ተስፋዬ ገብረ ኪዳን, * 1935?; † 2. Juni 2004) war ein äthiopischer General, welcher für vier Wochen Vizepräsident und im Mai 1991 für eine Woche Präsident von Äthiopien war.

## Berufsmilitär
Oberst Tesfaye Gebre Kidan hatte militärische Erfolge in Somalia und Eritrea. Er war Mitglied der Derg, des militärischen Komitees, welches mit dem Sturz von Kaiser Haile Selassie die Macht ergriff, später die Exekution seiner Beamten anordnete und angeblich den Mord am Kaiser selbst durchführte. Dennoch galt Tesfaye später nicht mehr als kommunistischer „Parteisoldat“ im engeren Sinne.
Die Dergue führte einen Roten Terror 1977 bis 1978 durch, durch den jede Nacht durchschnittlich 100 Menschen exekutiert worden sein sollen. Aufgestiegen zum General diente Tesfaye Gebre Kidan in den 1980ern als Verteidigungsminister, wurde dann militärischer Gouverneur und Oberkommandierender der 2. Revolutionsarmee in Eritrea und Tigray.

## Niederlagen
Nach 1988 beherrschten seine äthiopischen Regierungstruppen aber faktisch nur noch die eritreische Provinzhauptstadt Asmara, 1989 ging auch das Hinterland Tigrays (bis März 1989 außer Makale, danach nur noch Maychew in Regierungshand) an die Rebellen verloren.
Den Putschversuch gegen Präsident Mengistu Haile Mariam vom Mai 1989 in Addis Abeba und Asmara konnte er nicht verhindern, wurde aber zurück in die Hauptstadt gerufen, um als Präsident des Kriegsgerichtshofes zu fungieren, der die angeklagten Generale und Offiziere zum Tode verurteilte. Das äthiopische Militär wurde blutig gesäubert, während die Rebellen nach Wollo vorstießen, Aksum eroberten (nur noch Gondar in der Hand der Regierungstruppen) und kurz darauf 150 Kilometer vor der Hauptstadt standen.
Nach einem Waffenstillstand von 1989–1990, der Eroberung Massauas durch die Rebellen (10. Februar 1990) und der Suche Äthiopiens nach neuen Verbündeten (Verpachtung des Dahlak-Archipels an Israel) anstelle DDR, Kuba und Sowjetunion wurde Tesfaye Cheforganisator der „Nationalen Kampagne“, einer vollkommen gescheiterten Gegenoffensive gegen die Angriffe mittlerweile verbündeter Eritreer und Tigrinier.

## Vizepräsident und Präsident
Er wurde Vizepräsident der Republik gerade mal vier Wochen vor dem 21. Mai 1991, als Mengistu vor Rebellentruppen, die bereits 50 Kilometer vor der Hauptstadt standen, mit 5.000 Anhängern nach Simbabwe floh. Eine Versammlung besorgter „Bürger“, darunter Vizepräsident Tesfaye Gabre-Kidan und Premier Tesfaye Dinka, hatte den Präsidenten zum „Rücktritt“ bewegt.
Daraufhin wurde General Tesfaye Gebre Kidan Präsident, galt aber den Rebellen als Fortsetzung des alten Regimes. Tesfayes Vorschlag einer Allparteienregierung wurde abgelehnt, verschärfte Ausgangssperren und Durchhalteparolen an die Armee retteten das Regime nicht mehr. Am 24. Mai 1991 fiel Asmara und am 28. Mai schließlich marschierten die Rebellen unter Meles Zenawi in die Hauptstadt ein. Tesfaye floh in die italienische Botschaft, als die Rebellen die Macht an sich rissen.

## Flüchtling
Bis zu seinem Tod war der General praktisch ein Gefangener in der Botschaft. Er wurde am 2. Juni 2004 von Birhanu Bayeh umgebracht. Dieser war ein früherer Dergue-Kollege, Ex-Außenminister (von Tesfaye Dinka im November 1989 abgelöst) und ehemaliger Vizepräsident (von Tesfaye Gabre-Kidan im April 1991 abgelöst), der ihn 13 Jahren zuvor in die Botschaft begleitet hatte.
| Personendaten    | Personendaten                      |
| ---------------- | ---------------------------------- |
| NAME             | Kidan, Tesfaye Gebre               |
| KURZBESCHREIBUNG | äthiopischer General und Politiker |
| GEBURTSDATUM     | um 1935                            |
| STERBEDATUM      | 2. Juni 2004                       |